# ناحیه گومچون
ناحیه گوم‌چون (انگلیسی: Geumcheon District) یکی از ۲۵ نواحی سئول پایتخت کره جنوبی است. این ناحیه در سال ۱۹۹۵ از بخش‌های جنوبی گورو-گو و بخش‌های کوچکی از گوانگ‌میونگ ایجاد شده‌است. اداره ناحیه‌ای آن در مقابل ایستگاه شیهونگ قرار دارد.
ناحیه گومچون در ضلع جنوب شرقی سئول، جنوب رود هان واقع شده‌است. این ناحیه از غرب با رود آنیانگ و در شرق تا اندازه‌ای با کوه گواناک هم‌مرز است.